# تجارت برده بربری
تجارت برده بربری (انگلیسی: Barbary slave trade) اشاره به بازارهای برده‌فروشی است، که از قرن ۱۶ تا اواسط قرن ۱۸، در ساحل بربری در شمال آفریقا، رونق داشت.

## ساحل بربری
این ساحل شامل استان‌های عثمانی، الجزایر، تونس، طرابلس و سلطان‌نشین مستقل مراکش می‌شد. استان‌های عثمانی در شمال آفریقا به‌طور اسمی تحت سلطه حکومت عثمانی قرار داشتند، اما در واقع عمدتاً مستقل بودند. بازارهای برده‌فروشی آفریقای شمالی بخشی از تجارت برده اعراب بود. بردگان اروپایی توسط دزدان دریایی بربری و با حملات به کشتی‌ها و به شهرهای ساحلی از ایتالیا تا هلند، تا نقاط دور در شمال اروپا، ایسلند و شرق در مناطق مدیترانه‌ای دزدیده می‌شدند.
دریای مدیترانه شرقی عثمانی صحنه دزدی‌های دریایی فراوان بود، در قرن هجدهم، دزدی دریایی همچنان «تهدید مستمر برای حمل و نقل دریایی در دریای اژه» بود.
برای قرن‌ها، حرکت کشتی‌های بزرگ در مدیترانه توسط بردگان پارو زن کشتی که توسط تجار برده آفریقای شمالی و حکومت عثمانی تأمین می‌شد.
قدرت و نفوذ این دزدان دریایی در این زمان آنچنان بود که کشورها از جمله ایالات متحده آمریکا به منظور جلوگیری از حملات آنها، به آنها باج می‌پرداختند. جمع‌بندی آمارها و تخمین‌های پراکنده نشان می‌دهد که نزدیک به ۲ میلیون روس، اوکراینی و لهستانی از سال ۱۴۶۸ تا سال ۱۶۹۴ گرفتار دزدان دریایی شده بودند. علاوه بر این، بردگانی از قفقاز وجود داشتند، که در دزدی دریایی یا معامله گرفتار شده بودند. آمار گمرکی قرن شانزدهم و هفدهم نشان می‌دهد که واردات برده استانبول از ۱۴۵۰ تا سال ۱۷۰۰ از دریای سیاه ممکن است حدود ۲٫۵ میلیون نفر بوده باشد.

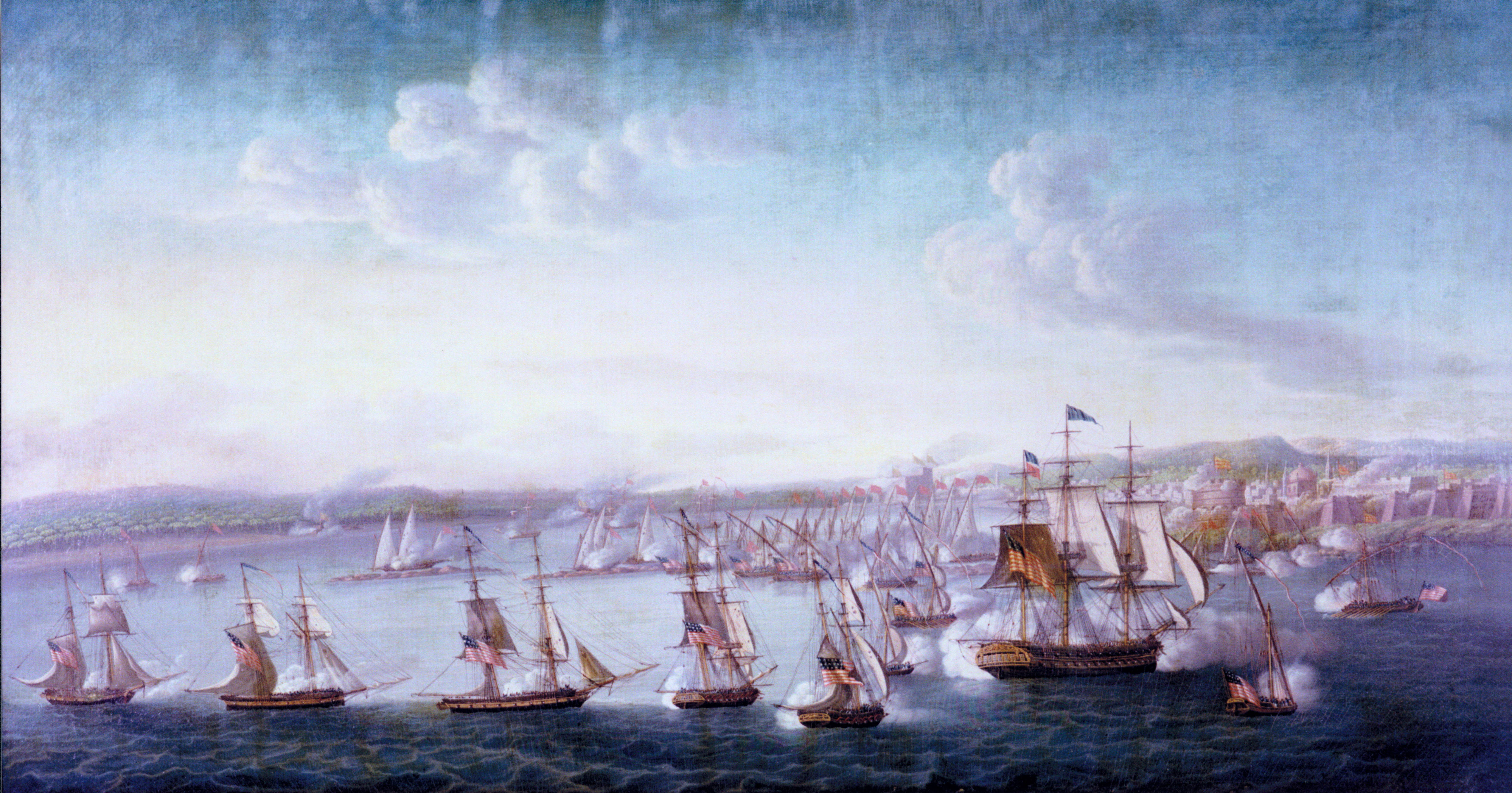
یک نیروی دریایی ایالات متحده تحت فرماندهی ادوارد پرتاب، قایق‌های مسلح در طرابلس، ۱۸۰۴.